# Giuseppe Garibaldi
Giuseppe Garibaldi (wym. [dʒuˈzɛppe ɡariˈbaldi]; ur. 4 lipca 1807 w Nicei, zm. 2 czerwca 1882 na wyspie Caprera) – włoski rewolucjonista, żołnierz i polityk, działacz i bojownik o zjednoczenie Włoch, do czego w znacznym stopniu się przyczynił; karbonariusz.
Postać barwna i kontrowersyjna, tworząca swą własną legendę za życia. Wróg papiestwa i Austrii, niechętny legendzie napoleońskiej, choć na tej legendzie wychowany. Zawodowy marynarz, a zarazem żołnierz obeznany z taktyką walk partyzanckich. Bohater narodowy Włoch, twórca ich odrodzenia (właściwie zmartwychwstania), czyli Risorgimento. Szczególnie aktywny podczas walk na Sycylii i w bojach o Rzym. Był wolnomularzem, wielkim mistrzem loży Grande Oriente d’Italia. Uważany jest za jedną z najważniejszych postaci w historii Włoch i XIX wieku, a także za jednego z „ojców ojczyzny” współczesnych Włoch wraz z Camillo Cavourem, Wiktorem Emanuelem II i Giuseppem Mazzinim.

## Dzieciństwo i wczesna młodość
Pochodził z rodziny blisko związanej z morzem. Jego dziadek i ojciec byli armatorami, właścicielami i kapitanami niewielkich statków prowadzących handel w żegludze kabotażowej w północnych i zachodnich Włoszech. Było to przedsiębiorstwo rodzinne, gdzie marynarzami byli bracia, synowie i kuzyni głowy rodu. Rodzina Garibaldich wywodziła się z Ligurii, ale nic nie wiadomo o ich przodkach dalej niż dwa pokolenia wstecz. Wątpliwe są więc legendy o nordyckim i rycerskim pochodzeniu Giuseppego (był wprawdzie blondynem o bardzo jasnej karnacji, w dodatku oszczędnym w gestach, co na południu Włoch uchodziło za rękojmię pochodzenia z północy, co najmniej zza Alp), rozpuszczane tak przez niego, jak i jego angielskie wielbicielki w latach późniejszych. Według planów ojca, Giuseppe miał zostać księdzem, lekarzem lub adwokatem.

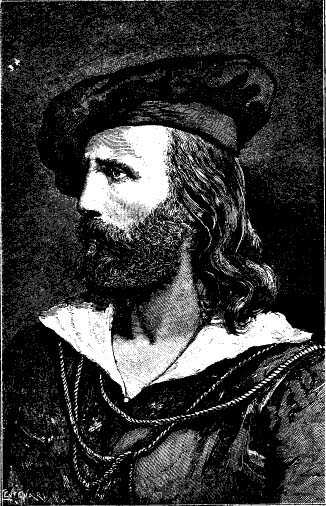
Garibaldi jako marynarz

Nicea była małym, prowincjonalnym miastem należącym to do Francji, to do Sabaudii, a dla jej mieszkańców największym wydarzeniem w pierwszych latach życia Garibaldiego było lądowanie pod miastem Napoleona po jego ucieczce z Elby. Nauczycielem chłopca był (po dwóch niechętnie wspominanych księżach) niejaki Arena, weteran wojen napoleońskich, który nauczył go włoskiego, wpoił mu miłość do historii kraju i starorzymskich korzeni. Na tym jednak nauka miała się skończyć. 12 listopada 1821 roku Garibaldi został zarejestrowany w porcie Nicei jako marynarz.
Przez dwa lata terminował na pokładzie niewielkiego statku „Constanza”, dowodzonego przez kapitana Pesante (półroczny rejs do Odessy po zboże), i na ojcowskim szkunerze „Santa Reparata”, aż uzyskał patent zawodowego marynarza. W marcu 1825 roku popłynął z ojcem do Rzymu i był to pierwszy jego pobyt w tym mieście, gdzie właśnie odbywały się uroczystości rocznicowe Roku Papieskiego.
Przez następne 9 lat Garibaldi pracował jako marynarz na niewielkich, przeważnie 200-tonowych lub mniejszych żaglowcach, co z pewnością ukształtowało go jako człowieka odważnego, zdecydowanego i odpornego na wszelkie trudy. Pływał wyłącznie po Morzu Śródziemnym, tylko raz udając się na Wyspy Kanaryjskie. W roku 1827 na statku „Cortese” udał się na wody ogarniętej wojną wyzwoleńczą Grecji. Statek został napadnięty i obrabowany przez greckich piratów, co Giuseppe odczuł jako wyjątkowe upokorzenie. Jeszcze po czterdziestu latach ubolewał nad tchórzostwem i bezwolnością swych współziomków, co znalazło odbicie w okresie późniejszym, gdy próbował kariery jako polityk (o polityce Grecji wypowiadał się z wielką niechęcią).
W czasie rejsu zachorował i został przez kapitana zostawiony w Stambule, gdzie spędził niemal 4 lata jako nauczyciel dzieci wdowy Timoni (dostępne źródła nie wymieniają jej imienia, wieku ani pochodzenia). Nigdy o tym nie opowiadał, ale prawdopodobnie był to romans. W tym czasie nauczył się greckiego i zasmakował w kulturze greckiej. Jeszcze w wiele lat później z upodobaniem słuchał muzyki greckiej i z zachwytem wyrażał się o greckiej kulturze. Był miłośnikiem Byrona i – jak on – orędownikiem walki o wyzwolenie Grecji spod panowania Turków.
W roku 1831 otrzymał patent kapitana marynarki handlowej.

## Nauka patriotyzmu
Ważnym wydarzeniem w życiu Garibaldiego była jego wizyta w Taganrogu, gdzie zawinął na pokładzie szkunera „Clorinda” z transportem pomarańczy w kwietniu roku 1833. W portowej tawernie spotkał rodaka, Giovanniego Battistę Cuneo, emigranta politycznego i członka tajnego stowarzyszenia La Giovine Italia („Młode Włochy”), założonego przez Giuseppego Mazziniego. Cuneo był zwolennikiem zjednoczenia Włoch jako liberalnej republiki, zbudowanej na bazie głębokich reform społecznych. Garibaldiemu pomysł bardzo się spodobał, natychmiast więc zapisał się do organizacji, przysięgając walczyć aż do śmierci o wyzwolenie ojczyzny spod panowania austriackiego.
W listopadzie 1833 roku w Genewie poznał rzekomo Mazziniego osobiście (nie jest to wiadomość potwierdzona; raczej spotkali się dopiero w 1848) i dołączył do rewolucyjnego związku karbonariuszy. W lutym 1834 roku brał udział w nieudanym powstaniu sabaudzkim w Piemoncie pod wodzą Mazziniego, próbując wywołać powstanie we flocie stacjonującej w Genui, za co został zaocznie skazany przez króla Karola Alberta na karę śmierci. By jej uniknąć, zbiegł do Marsylii, gdzie pracował pod zmienionym nazwiskiem jako zwykły marynarz i skąd udał się na jakiś czas do Afryki północnej.

## Wyprawa do Ameryki Południowej

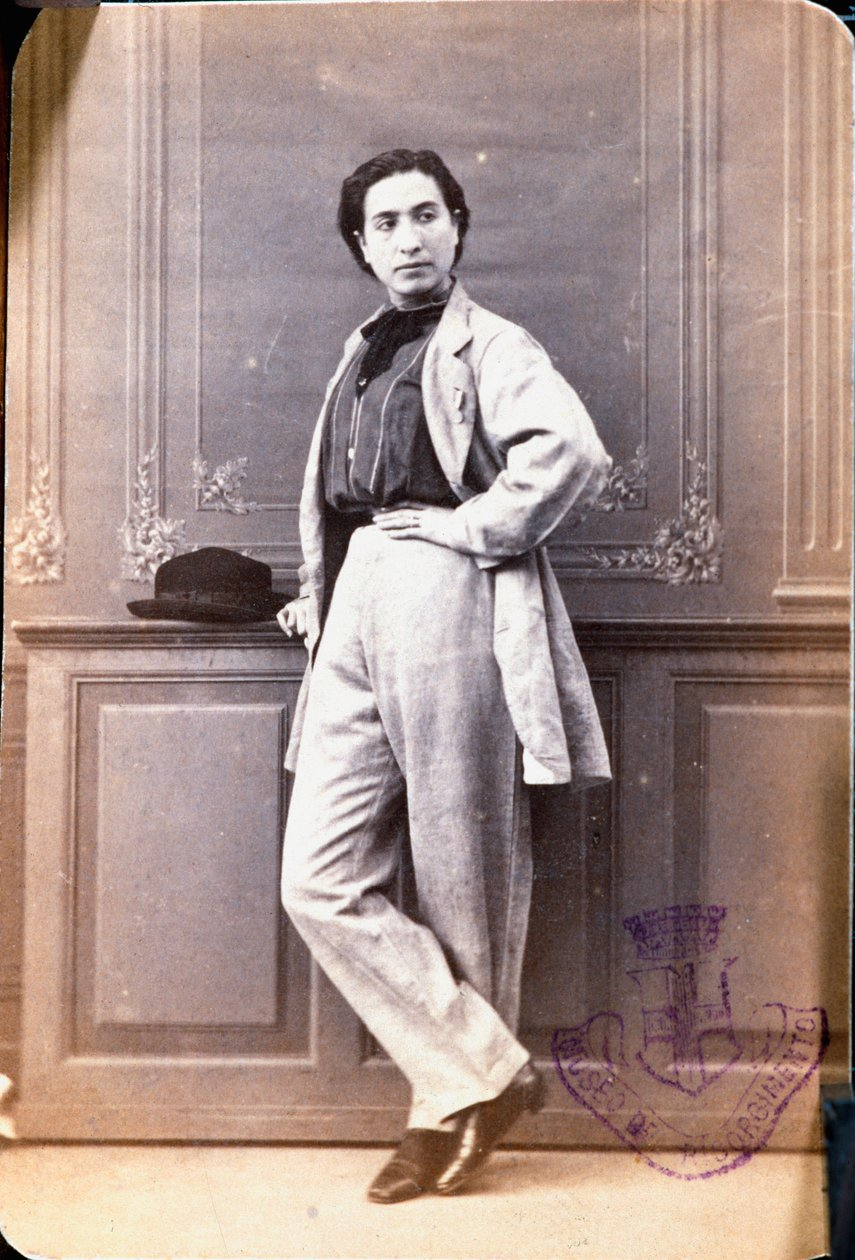
Anita Garibaldi po 1842

Z Tunezji wyjechał do Ameryki Południowej, gdzie właśnie wybuchło powstanie Farrapos, walczących o niepodległość Republiki Rio Grande w brazylijskim stanie Rio Grande do Sul. W czasie tej wojny poznał kobietę z mieszanej rodziny portugalsko-indiańskiej, Anę Marię de Jesus Ribeiro da Silvę (ur. 30 sierpnia 1821; zm. 4 sierpnia 1849), która porzuciła męża, by przy boku nowego partnera walczyć w bitwach pod Imbitubą i Laguną. W roku 1841 oboje popłynęli na pokładzie barkentyny Rio Pardo do Montevideo w Urugwaju, gdzie Garibaldi wrócił do zawodu marynarza i nauczyciela. 26 marca 1842 wzięli ślub. Ze związku tego narodziło się czworo dzieci: Menotti (1840), Rosita (1843), Teresita (1845) i Ricciotti (1847). Anita była amazonką, wychowaną wśród gauczów, i zapoznała Giuseppego z folklorem południowej Brazylii i Urugwaju.
W roku 1842 Garibaldi objął dowodzenie nad niewielką flotą urugwajską i powołał do życia legion „czerwonych koszul”, złożony z licznie zamieszkujących te strony emigrantów z Włoch. Nowa formacja miała czarny sztandar z wulkanem pośrodku, gdzie czerń miała symbolizować smutek Włochów pozbawionych ojczyzny, zaś wulkan siłę drzemiącą w tym narodzie. To właśnie w Urugwaju ludzie Garibaldiego założyli po raz pierwszy czerwone koszule, bowiem takie otrzymali od właściciela fabryki w Montevideo, który uszył je dla pracowników argentyńskich rzeźni. Te koszule wkrótce stały się symbolem Garibaldiego i jego wojska, zaś czerwień kolorem rewolucji.
W latach 1842–1848 Garibaldi skutecznie bronił Montevideo przed siłami argentyńskiego dyktatora Juana Manuela de Rosasa i byłego dyktatora Urugwaju Manuela Oribe. Znakomicie opanowawszy taktykę walki partyzanckiej, odniósł dwa spektakularne zwycięstwa w bitwach pod Cerro i Sant Antonio.

## Risorgimento

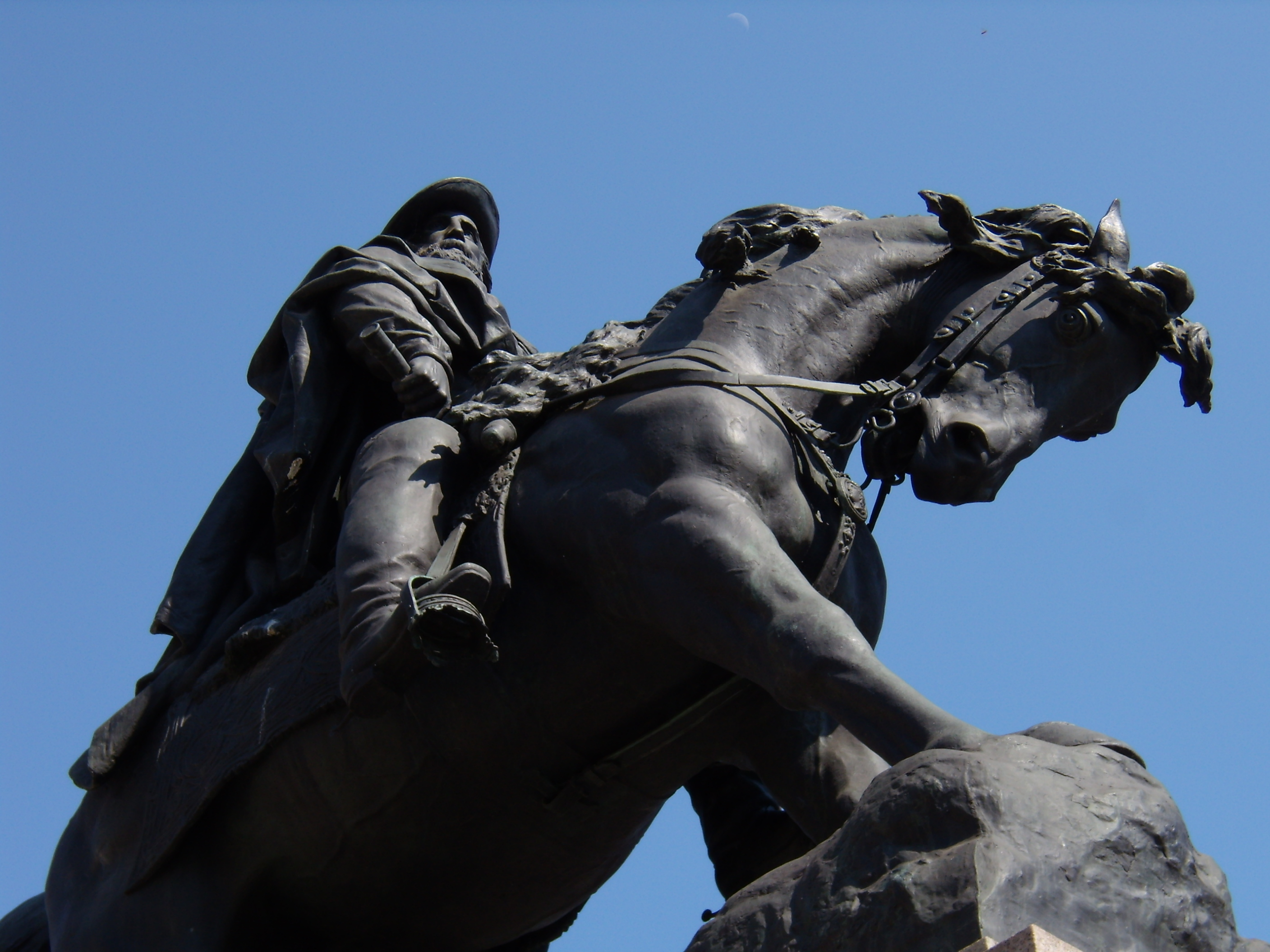
Rovigo (Ettore Ferrari)

Garibaldiego interesował przede wszystkim los własnej ojczyzny. Gdy więc usłyszał, że w styczniu 1848 roku w Palermo na Sycylii wybuchła rewolucja, postanowił wrócić do kraju.
Kupno odpowiedniego statku i przygotowania zajęły mu cztery miesiące, przez co ominęły go wybuch i kulminacyjne wydarzenia rewolucji europejskich, na bazie których gruntownie zmieniła się też sytuacja we Włoszech. Władający Piemontem król Sardynii Karol Albert postanowił wykorzystać nastroje rewolucyjne (lud Mediolanu właśnie porwał za broń i wypędził z miasta garnizon austriacki) i odbić z rąk Austriaków Lombardię i Veneto. Gdyby mu się to udało, stałby się panem całych północnych Włoch. Szanse były spore, gdyż w początkowej fazie poparły go Toskania, Państwo Kościelne i Królestwo Obojga Sycylii, a w szeregach austriackiej armii feldmarszałka Radetzky’ego szerzyła się masowa dezercja.
W tej właśnie sytuacji przybył w połowie czerwca do rodzinnej Nicei Garibaldi na czele 38 „czerwonych koszul”. Witany owacyjnie jako bohaterski generał zza Oceanu, udał się natychmiast do Mediolanu i zaoferował swe usługi Karolowi Albertowi. Został jednak potraktowany lekceważąco. Nie uzyskał żadnego stopnia, nie został wysłany na front, a klęska Karola Alberta 27 lipca pod Custozą pokrzyżowała wszystkie plany wojenne.
W tym czasie Garibaldi spotkał się z Mazzinim, ale nie osiągnęli porozumienia. Garibaldiemu chodziło o wyzwolenie i zjednoczenie Włoch w walce z Austriakami, Mazziniemu o obalanie królów. Wkrótce ruszyli – na czele nielicznego oddziału – ku granicy Szwajcarii, ale w Como ich drogi się rozeszły. Mazzini ze swymi zwolennikami przekroczył granicę i udał się do Genewy, a Garibaldi rozpoczął krótką, ale spektakularną wojnę partyzancką w górach. Po dwóch zwycięskich potyczkach, wobec niechętnego nastawienia miejscowej ludności, która nie chciała żywić partyzantów i narażać się tym samym na austriackie represje, musiał wrócić do Piemontu.
Stamtąd jesienią udał się do Florencji, zamierzając ruszyć poprzez Państwo Kościelne ku walczącej z Austriakami Wenecji. Na przeszkodzie stanęła pogoda (wczesne śniegi i lodowate wichry w Apeninach) oraz papiescy Szwajcarzy, którzy zatrzymali niewielki oddział na granicy. Chociaż na interwencję szefa rządu cywilnego Państwa Kościelnego, hr. Rossiego, Szwajcarzy pozwolili w końcu kontynuować podróż, Garibaldi nigdy do Wenecji nie dotarł. Na przeszkodzie stanęły wypadki w samym Rzymie, gdzie wybuchła rewolucja. Rossi został zamordowany, papież Pius IX uciekł z miasta, a władzę objął zrewoltowany lud. Z całej Europy ruszyli na pomoc młodej republice rewolucjoniści i liberałowie. Garibaldi przybył jako jeden z pierwszych tuż przed Bożym Narodzeniem 1848 roku. Tymczasem z północy w stronę Rzymu maszerowała armia francuska, wysłana przez Ludwika Napoleona na pomoc papieżowi.
Heroiczna obrona Rzymu (Anita Garibaldi walczyła u boku męża) skończyła się klęską. Wojska francuskie wkroczyły do miasta 30 czerwca 1849 roku, a Garibaldi, ścigany przez Francuzów, Austriaków, Hiszpanów i Neapolitańczyków, uciekał w stronę Wenecji, która wciąż jeszcze broniła się przed siłami austriackimi. Po pełnym trudów marszu 250 ludzi Garibaldiego (brzemienna Anita zmarła na szlaku w miejscowości Comacchio) znalazło schronienie w republice San Marino.
Stamtąd Garibaldi udał się do La Spezia, ale rząd piemoncki zmusił go do wyjazdu z kraju. Udał się więc najpierw do Tangeru, a następnie do USA. Osiadł w Nowym Jorku, gdzie zyskał nieznaczne wsparcie imigracji włoskiej. Przez jakiś czas pracował w wytwórni świec Antonia Meucciego na Staten Island, po czym wrócił na morze i jako kapitan odbył kilka rejsów na Pacyfik. W czasie jednego z nich złożył wizytę peruwiańskiej bojowniczce o wolność, Manueli Sáenz.
W marcu 1854 roku Garibaldi zawinął na pokładzie amerykańskiego statku „Commonwealth” do ujścia rzeki Tyne we wschodniej Anglii, entuzjastycznie witany zarówno przez klasę robotniczą, widzącą w nim bojownika o prawa ludu, jak i przez wielbiącą go od lat burżuazję angielską. Na pamiątkę miesięcznego pobytu otrzymał od społeczeństwa bogato zdobioną szablę z dedykacją. Wizyta w Anglii nie była bezowocna, bowiem poznał tam niemal wszystkich liczących się rewolucjonistów z kontynentu i ze wszystkimi – poza Marksem – zdołał się zaprzyjaźnić.
W sierpniu wrócił do Włoch, gdzie zakupił spory szmat wyspy Caprera i zaczął budować dom, chcąc zająć się rzekomo rolnictwem. Jesienią 1857 roku odwiedziła go tam baronowa Maria Speranza von Schwartz. Doszło do krótkiej przygody, po zakończeniu której Garibaldi przez 14 miesięcy pisywał do niej listy miłosne. Nic dziwnego, że baronowa bez trudności uzyskała zgodę na opublikowanie pamiętników „generała” w Niemczech. Wydała je w roku 1861, a zaraz po śmierci Garibaldiego ogłosiła drukiem wszystkie jego listy.
W roku 1859 wybuchła druga wojna o niepodległość Włoch, zwana też wojną francusko-austriacką. Jej autorem był szef rządu piemonckiego, hr. Cavour, który potrafił zapewnić sobie wsparcie Napoleona III. Nowy król, Wiktor Emanuel II, postanowił wykorzystać w tej wojnie Garibaldiego, a raczej jego popularność wśród Włochów. W rezultacie Garibaldi otrzymał rzeczywisty stopień generalski oraz polecenie utworzenia oddziału ochotniczego. Wkrótce powstał legion Myśliwców Alpejskich (wł. Cacciatori delle Alpi), który odniósł zwycięstwa nad Austriakami pod Varese, Como i w kilku innych potyczkach.
W styczniu 1860 roku poślubił – i natychmiast porzucił – młodą arystokratkę, Giuseppinę Raimondi. Okazało się, że nie była mu wierna i nawet tuż przed ślubem zadawała się z dwoma innymi mężczyznami, w tym z młodym oficerem z legionu Garibaldiego. Nie zaprzątał sobie tym głowy, bowiem w tym samym czasie okazało się, że w zamian za pomoc podczas wojny Królestwo Sardynii odstąpiło Francji jego rodzinną Niceę.

### Wyprawa „tysiąca czerwonych koszul”
W kwietniu 1860 roku wybuchło krwawo stłumione powstanie w Messynie i Palermo, a całą Sycylię ogarnęło wrzenie. Garibaldiemu tego właśnie było trzeba. W kilka tygodni zorganizował akcję nazywaną „wyprawą tysiąca” (la spedizione del mille), dążąc do obalenia dynastii Burbonów (króla Franciszka II) i włączenia Królestwa Obojga Sycylii do niepodległych Włoch.

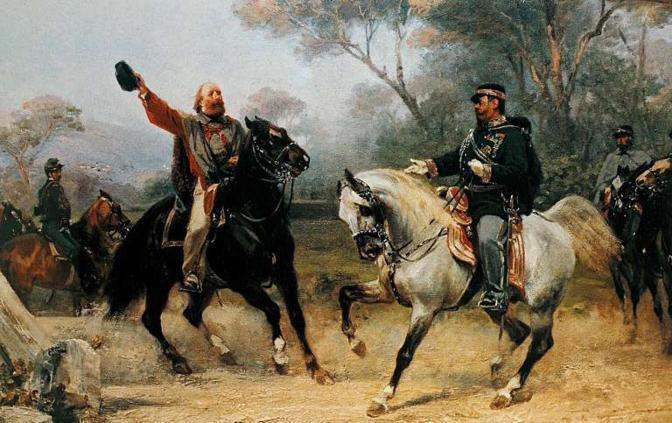
Spotkanie z królem pod Teano

10 maja dwa statki wiozące 1087 ochotników wylądowały w Marsali na zachodnim krańcu wyspy i już następnego dnia Garibaldi, wzmacniany w drodze przez licznych ochotników, ruszył na Palermo. W dniu 15 maja pobił pod Calatafimi 3-tysięczne siły Burbonów i zaraz ogłosił się dyktatorem Sycylii w imieniu Wiktora Emanuela. Idące na odsiecz wojska królewskie wymanewrował pozorując ucieczkę, podczas gdy sam wkroczył do niemal nie bronionego i ogarniętego ponownie powstaniem Palermo. Jego siły wzrosły teraz do około 20 000 ludzi, oblegających w pałacu królewskim miejscowy garnizon oraz odpierających siły Burbonów, które otoczyły miasto i rozpoczęły bombardowanie zarówno od strony lądu, jak i z morza. Po trzech dniach jednak pojawiła się w okolicy przyjazna garibaldczykom flota brytyjska, skutkiem czego oblężenie zostało przerwane, a wojska na rozkaz Franciszka II wycofane do Włoch.
Po zajęciu w lipcu Messyny i oczyszczeniu wyspy z garnizonów królewskich Garibaldi przeprawił się do Kalabrii lądując na tyłach wojsk burbońskich, strzegących Cieśniny Mesyńskiej. Zaskoczeni i zdemoralizowani żołnierze królewscy jęli masowo poddawać się, a z północy maszerowały już oddziały lombardzkie z królem Wiktorem Emanuelem na czele. Spotkanie króla z Garibaldim miało miejsce pod Teano; zwycięski wódz uścisnął dłoń Wiktora Emanuela i ogłosił go królem całych zjednoczonych Włoch. W tej sytuacji 7 września 1860 roku obaj triumfalnie wkroczyli do Neapolu. Przeprowadzony w październiku plebiscyt (patrz Piazza del Plebiscito) zdecydował o połączeniu południa z królestwem sardyńsko-piemoncko-lombardzkim. Wiktor Emanuel przyjął 17 marca 1861 roku tytuł króla Włoch. Było to najświetniejsze zwycięstwo Garibaldiego, a powstanie państwa włoskiego stało się faktem.

### Rzym albo śmierć
Do zjednoczenia całych Włoch brakowało już tylko wciąż zajmowanej przez Austrię Wenecji oraz Państwa Kościelnego, strzeżonego przez silny garnizon francuski. Uderzenie na Rzym spotkałoby się z gwałtowną reakcją Napoleona III i oporem milionów katolików na całym świecie. Z tej przyczyny Wiktor Emanuel zabronił swym podwładnym wszelkich akcji, mających na celu opanowanie Wiecznego Miasta. Zabronić można jednak było wszystkim, ale nie Garibaldiemu.
W czerwcu 1862 r. pożeglował do Palermo, zebrał około 2000 ochotników i ruszył ku Cieśninie Mesyńskiej, jednak dowódca wojsk włoskich w Kalabrii nie pozwolił na przeprawę. Garibaldi popłynął więc z Katanii do Melito w Kalabrii, gdzie wylądował 14 sierpnia i pod hasłem „Rzym albo śmierć!” (wł. Roma o Morte!) ruszył poprzez góry ku swemu celowi. Rząd włoski potraktował Garibaldiego jako niebezpiecznego awanturnika. 29 sierpnia dywizja wojska zastąpiła mu drogę u stóp dzikiego masywu górskiego Aspromonte. Padło kilkadziesiąt przypadkowych strzałów (Garibaldi zabronił swoim ludziom odpowiadać ogniem, ale nie wszyscy usłuchali, w rezultacie zginęło 7 garibaldczyków i 5 żołnierzy królewskich, po obu stronach było 44 rannych), po czym ochotnicy skapitulowali. Aspromonte było szokiem dla całego kraju. W tradycji narodowej jest postrzegane jako krwawa tragedia. Rząd natychmiast podał się do dymisji.
Ranny w stopę Garibaldi został przetransportowany do twierdzy w La Spezia, gdzie leczył swą ranę, trzymany pod strażą jako „więzień honorowy”. Po odzyskaniu zdrowia zwolniono go na rozkaz króla i pozwolono wrócić do domu na Caprerze, gdzie przez cały rok 1863 poruszał się o kulach. Jego rzymska wyprawa skończyła się fiaskiem, odebrała mu wiele impetu i pewności siebie, ale nadal pozostał ulubieńcem społeczeństwa, a teraz w dodatku męczennikiem.

## Ostatnie lata
15 lutego 1863 roku, w trakcie powstania styczniowego, zwrócił się do społeczeństw Europy z głośnym apelem Nie opuszczajcie Polski. Na jego wezwanie do Galicji ruszyła grupa ochotników, którzy walczyli pod wodzą pułkownika Francesca Nulla, ale zainteresowanie Garibaldiego sprawą polską było mniejsze, niż należałoby się spodziewać. Polskie zrywy widział jako walkę wyzwoleńczą, ale prowadzoną przez „katolicką szlachtę”, a oba te terminy były mu obce.
W roku 1866 wybuchła wojna prusko-austriacka, w której Garibaldi wziął udział z pełnym przyzwoleniem władz, prowadząc swych Myśliwców Alpejskich (tym razem w liczbie około 40 000) przeciw Austriakom w nadziei odzyskania Wenecji. Zwyciężył w bitwie pod Bezzeccą i miał właśnie ruszać na Trydent, gdy dotarł doń rozkaz wstrzymania działań (wskutek klęsk na północy Austria zaproponowała rozejm, na mocy którego Wenecja wracała do Włoch). Garibaldi odpowiedział krótkim telegramem do króla: „Jestem posłuszny!” (wł. Obbedisco).

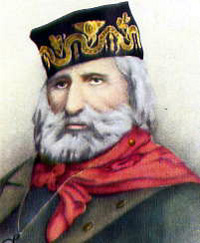
Garibaldi u schyłku życia

Po zakończeniu wojny zasiadł w parlamencie, agitując za marszem na Rzym, ale jako polityk się nie sprawdził. Nudziły go zresztą obrady parlamentarne. Dlatego w rok później ponownie wkroczył na czele ochotników do Państwa Kościelnego, ale został pokonany pod Mentaną) i do Rzymu trafił jako więzień. Zwolniony po kilku miesiącach wrócił na Caprerę.
Gdy wybuchła wojna francusko-pruska, społeczeństwo Włoch opowiedziało się zdecydowanie po stronie Prus; do pruskiego poselstwa we Florencji zgłaszali się masowo ochotnicy, gotowi walczyć przeciwko Francji. Wobec klęsk armii francuskiej na własnym terytorium garnizon strzegący Rzymu został odwołany, na co tylko czekał rząd włoski. Armia zjednoczonych Włoch wkroczyła do Państwa Kościelnego, które ograniczone zostało do Watykanu i ogrodów Castel Gandolfo, a papieże – aż do traktatów laterańskich – uważali się za „więźniów Watykanu”.
Powróciwszy do zdrowia, Garibaldi udał się do Genui, gdzie na wieść o klęsce pod Sedanem wygłosił przemówienie, którego główne przesłanie brzmiało: „Wczoraj mówiłem wam: wojna na śmierć i życie przeciw Bonapartemu. Dzisiaj mówię: za wszelką cenę ratujmy Republikę Francuską!”. Wkrótce też znalazł się we Francji, gdzie dowodził ochotniczą Armią Wogezów, jedyną armią francuską, która ani razu nie doznała porażki ze strony pruskiej. Brał nawet udział w obradach francuskiego Zgromadzenia Narodowego.
Po tej ostatniej wojnie, chociaż został ponownie wybrany do parlamentu, większość czasu spędzał w domu, aczkolwiek nie zapominał o wspieraniu ambitnego planu osuszania bagien w południowym Lacjum. W roku 1879 założył Ligę Demokratyczną, wspierając projekty powszechności prawa wyborczego, likwidacji kościelnej własności ziemskiej oraz powołania stałej armii. Chory i przykuty do łóżka, pojął w styczniu roku 1882 za żonę Franceskę Armosino, z którą miał wcześniej troje dzieci.
Tuż przed śmiercią poprosił, by ustawić jego łóżko tak, by w ostatnich chwilach życia mógł widzieć morze.
Druga jego prośba – o skromny pogrzeb i kremację – nie została spełniona. Świecka ceremonia odbyła się 8 czerwca 1882 roku na Caprerze. Dwór reprezentował jeden z książąt krwi, parlament przewodniczący obu izb, licznie stawiła się generalicja, ministrowie i politycy, a także żyjący weterani „Tysiąca” w czerwonych koszulach. Całe Włochy opłakiwały swego bohatera.

## Upamiętnienie w Polsce
Od 24 listopada 1961 ulica w Warszawie, na terenie obecnej dzielnicy Praga Południe, nosiła nazwę ulicy Józefa Garibaldiego. W 2012 imię spolszczone zastąpiono włoskim, nadając temu ciągowi komunikacyjnemu ostateczne brzmienie ulicy Giuseppe Garibaldiego.